# Парламентские выборы на Кубе (1904)
Промежуточные парламентские выборы на Кубе проходили 28 февраля 1904 года. На них избиралась половина депутатов Палаты представителей. В результате наибольшее количество мест заняла Консервативная республиканская партия, получившая 13 из 31 места парламента. 

## Результаты
| Партия                                | Голосов | % | Мест |
| ------------------------------------- | ------- | - | ---- |
| Консервативная республиканская партия |         |   | 13   |
| Национальная либеральная партия       |         |   | 10   |
| Радикальная национальная партия       |         |   | 5    |
| Умеренная национальная партия         |         |   | 2    |
| Независимая восточная коалиция        |         |   | 1    |
| Всего                                 |         |   | 31   |
| Источник: Dieter Nohlen               |         |   |      |